# Vidovci
Vidovci är en ort i Kroatien.   Den ligger i länet Slavonien, i den östra delen av landet, 150 km öster om huvudstaden Zagreb. Vidovci ligger 144 meter över havet och antalet invånare är 1 768.
Terrängen runt Vidovci är kuperad åt sydväst, men åt nordost är den platt. Runt Vidovci är det ganska glesbefolkat, med 23 invånare per kvadratkilometer. Närmaste större samhälle är Požega, 2,5 km väster om Vidovci. I omgivningarna runt Vidovci växer i huvudsak lövfällande lövskog.